# Lak (materiał)

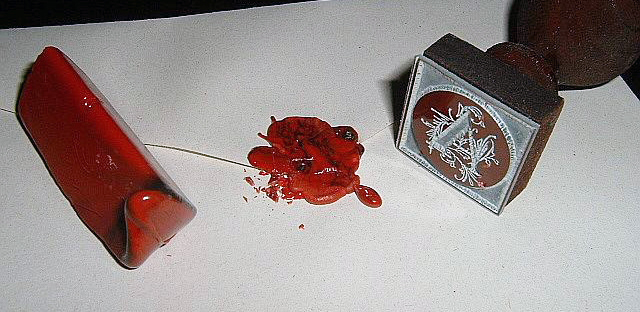
Laseczka laku i stempel pieczęci przed odciśnięciem go w laku na kopercie

Lak – mieszanina żywic, z dodatkiem terpentyny, oleju lub innych substancji, które obniżają kruchość i zmniejszają temperaturę topnienia, umożliwiając rozmiękczenie przy użyciu niewielkiego źródła ciepła np. świeczki. Laki charakteryzuje dobra przyczepność do papieru i materiałów używanych na opakowania. Używane były do zabezpieczania korespondencji, zwłaszcza tajnej, ważnych dokumentów i przesyłek wartościowych, a także do uszczelniania opakowań zawierających substancje lotne lub łatwo psujące się. Znaczenie w zachowywaniu tajemnicy przesyłek zmniejszyło się po wprowadzeniu zaklejanych kopert i wprowadzeniu urzędowo gwarantowanej tajemnicy korespondencji. 
Lak do zabezpieczania korespondencji i dokumentów zastąpił wcześniej w tym celu używany wosk, glinkę i bitumen. Użycie w Europie datuje się od XVI w. Najlepsze rodzaje laku produkowano z szelaku, słabsze z użyciem zwykłej żywicy.
Przykładowy przepis na typowy lak pocztowy to: 35 g szelaku, 65 g kalafonii, 50 g terpentyny, 5 g oleju terpentynowego, 25 g kredy szlamowanej, 10 g gipsu alabastrowego i 25 g cynobru (jako czerwonego barwnika). Innymi substancjami używanymi do koloryzowania laków były sadza, żółcień chromowa, błękit paryski, ultramaryna; kolor zielony uzyskiwano, mieszając barwniki żółte z niebieskimi; dzięki dodaniu proszku metalicznego (aluminium lub mosiądzu) uzyskiwano laki srebrne lub złote. Wszystkie składniki stapiano na niewielkim ogniu, mieszając aż do uzyskania jednolitej masy, którą następnie wylewano do foremek lub po częściowym ostudzeniu formowano w wałeczki, cięto i polerowano. 
Przy użyciu lak najczęściej ogrzewa się nad płomieniem, a po upłynnieniu doprowadza do skapywania na zamierzone miejsca. Najlepszą odbitkę otrzymuje się po zmiękczeniu, ale nie stopieniu laku, nałożeniu go na zaklejane miejsce, a następnie szybkim odbiciu w nim lekko podgrzanej i natłuszczonej pieczęci. Butelki itp. uszczelnia się przez zanurzenie zakorkowanej szyjki w stopionym laku i ostudzenie. Istnieją także laki do stosowania na zimno, bez podgrzewania, które zawierają duże ilości łatwo lotnych substancji (np. acetonu lub spirytusu) jako zmiękczaczy. Przechowuje się je w szczelnych pojemnikach lub przygotowuje bezpośrednio przed użyciem.

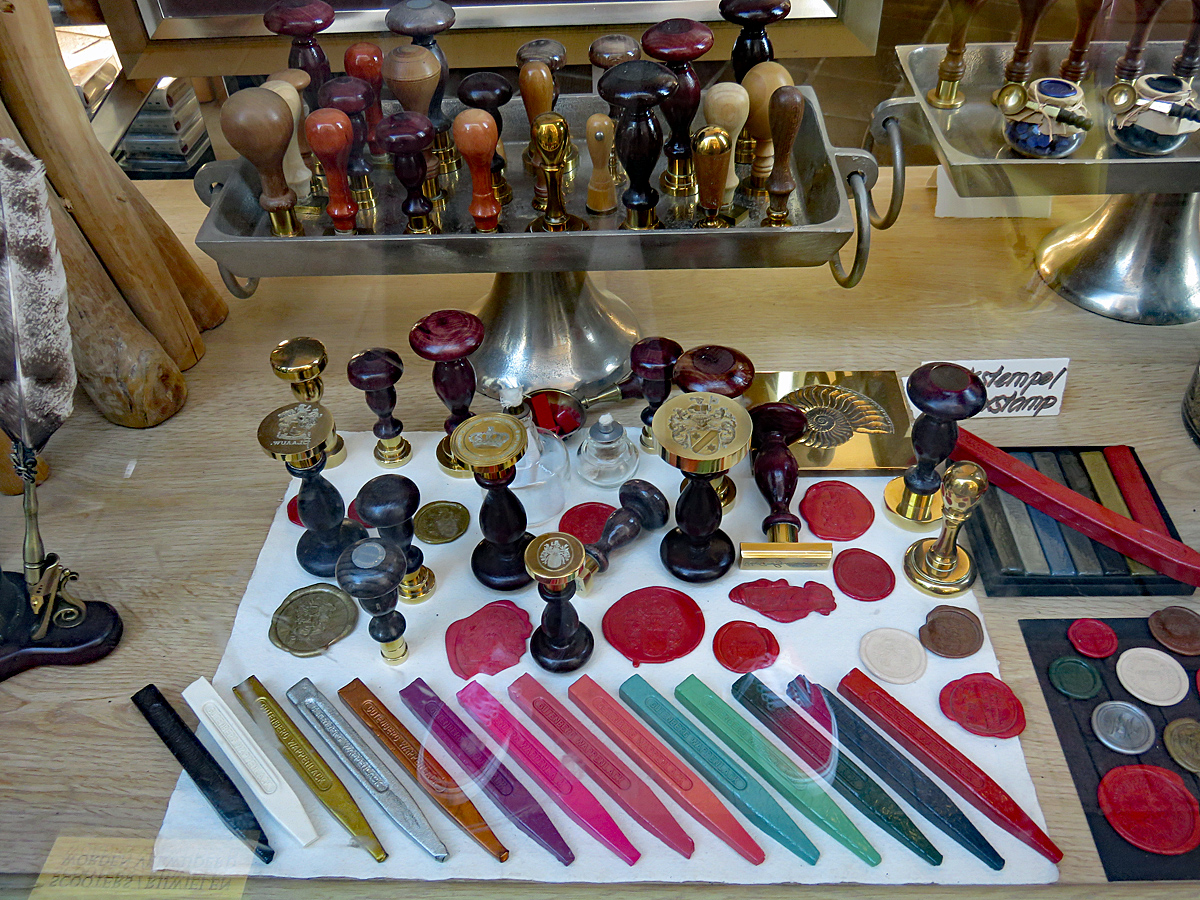
Kolekcja laków i stempli
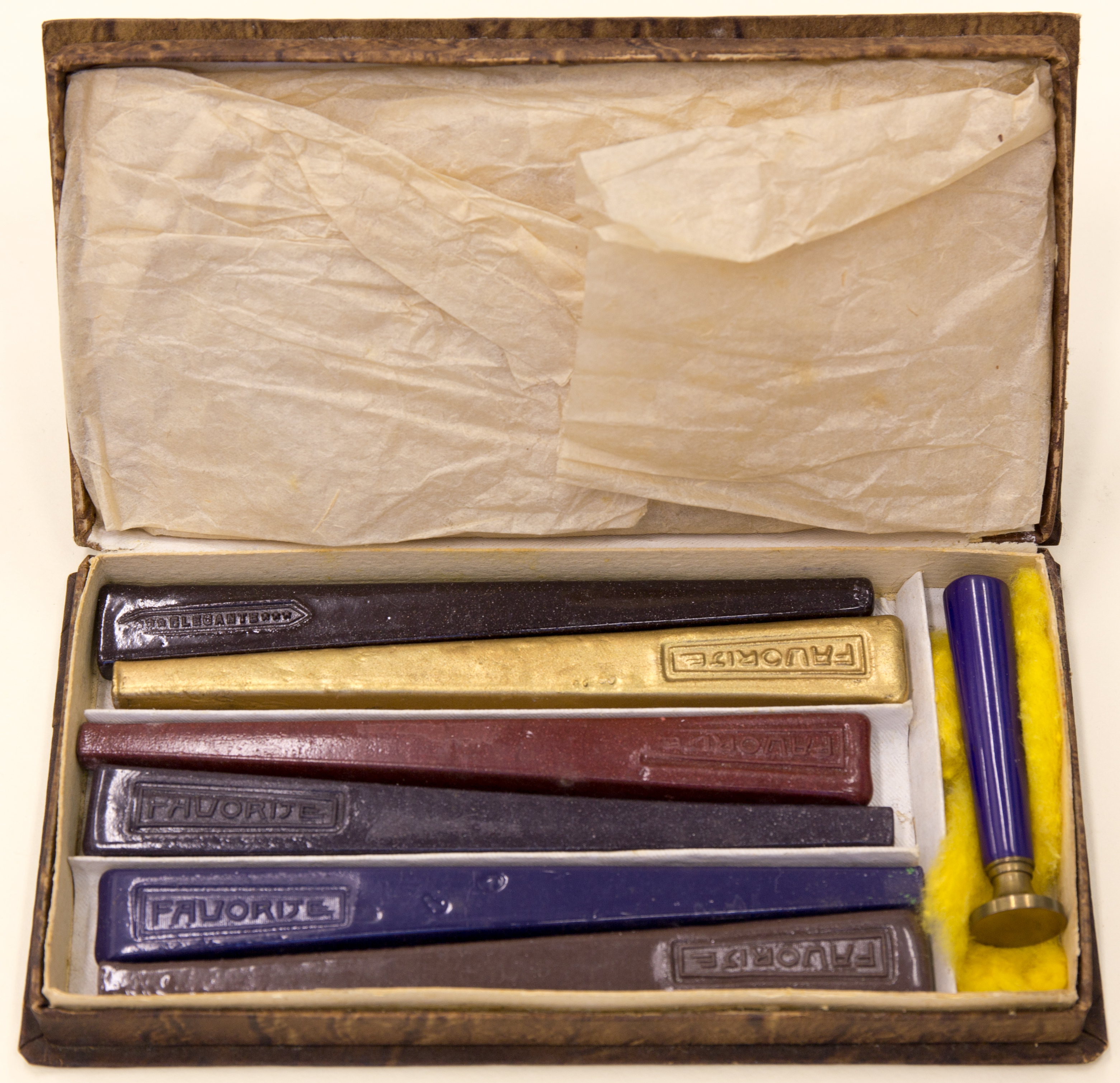
Zestaw kolorowych laków w pałeczkach
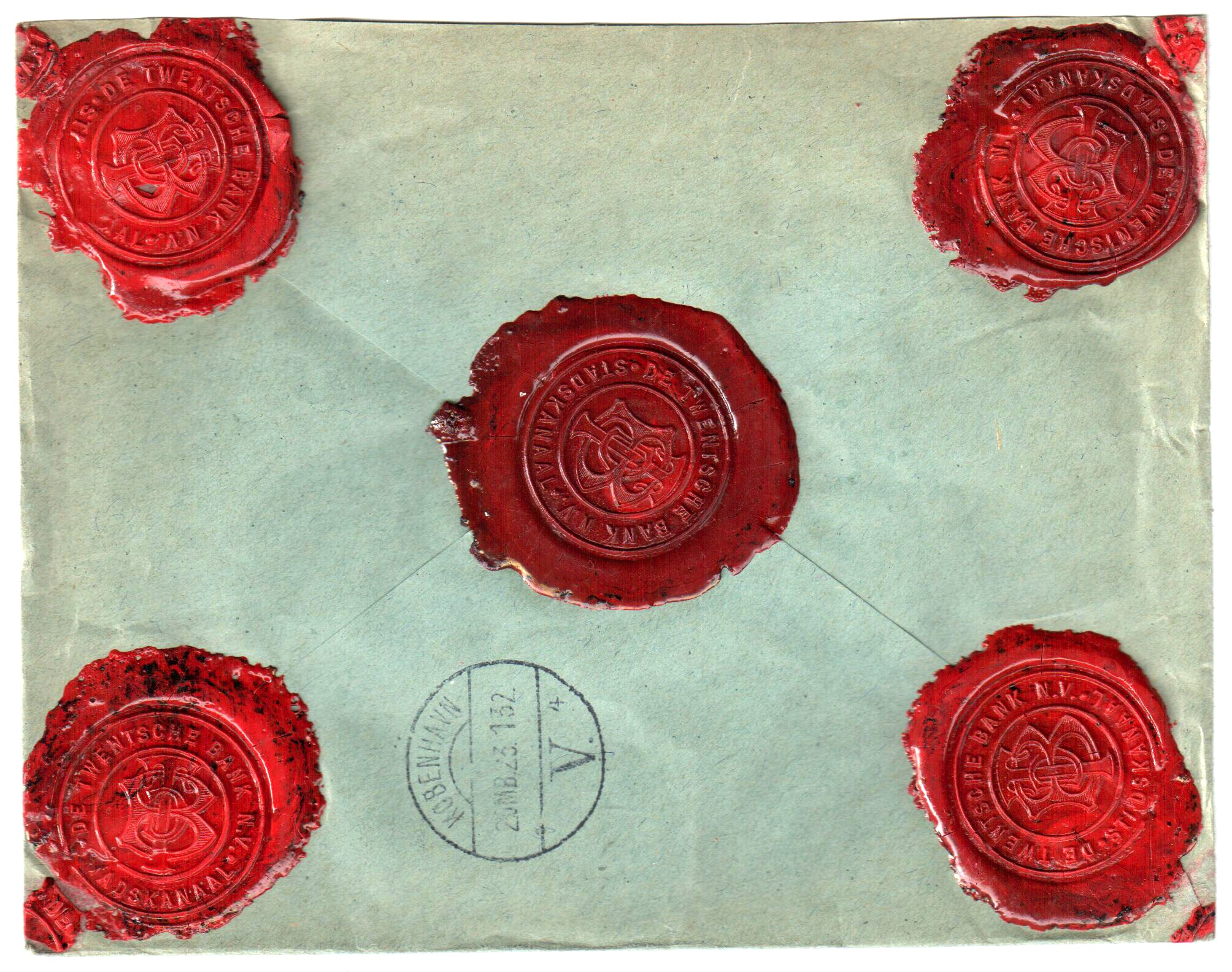
Koperta zabezpieczona pieczęciami lakowymi
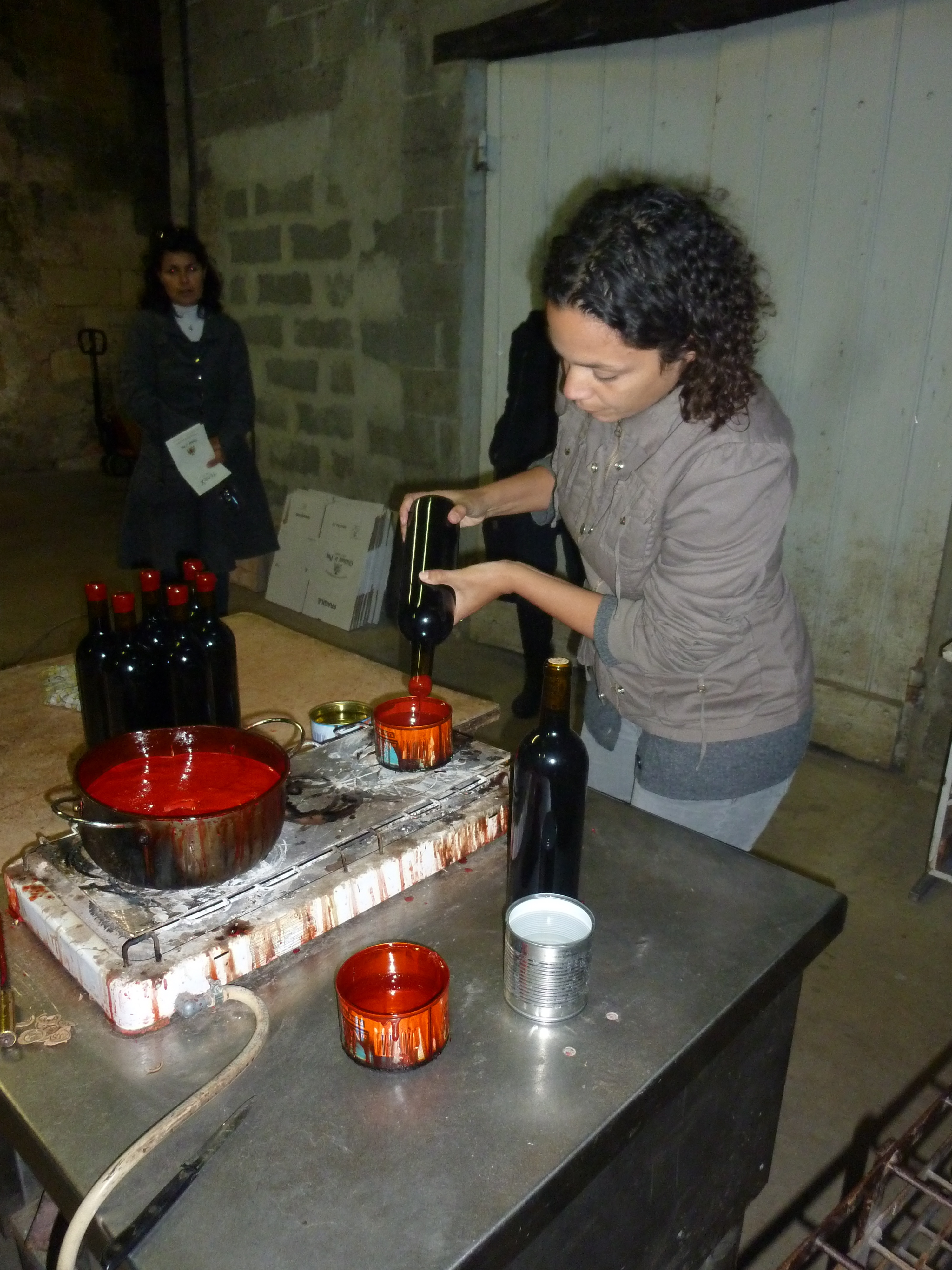
Proces lakowania butelek
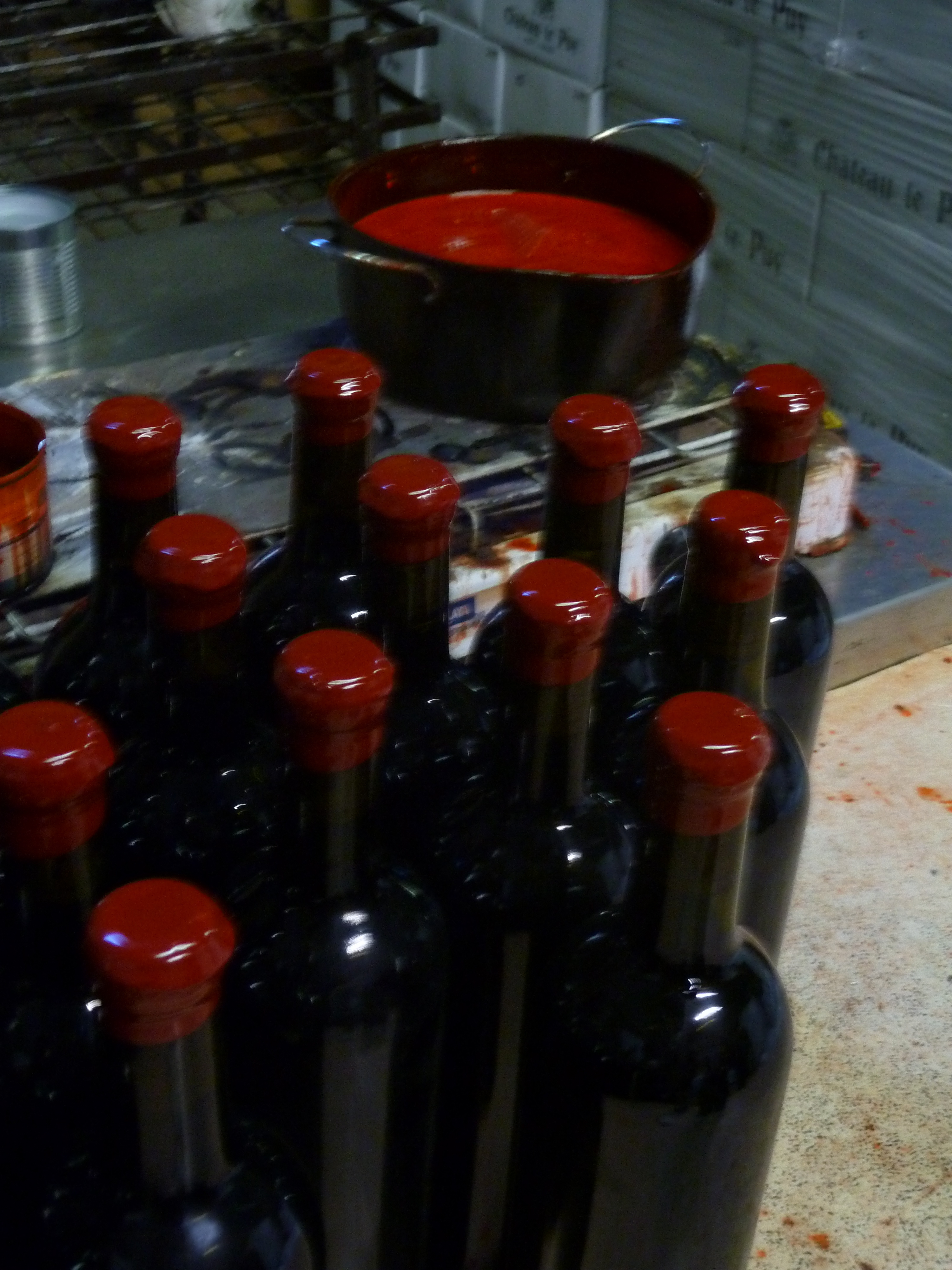
Zalakowane butelki; miska roztopionego laku w tle